# Paul Malassagne
Paul Malassagne est un homme politique français né le 24 mars 1918 à Anglards-de-Salers et mort le 5 septembre 2007 à Massiac.

## Biographie

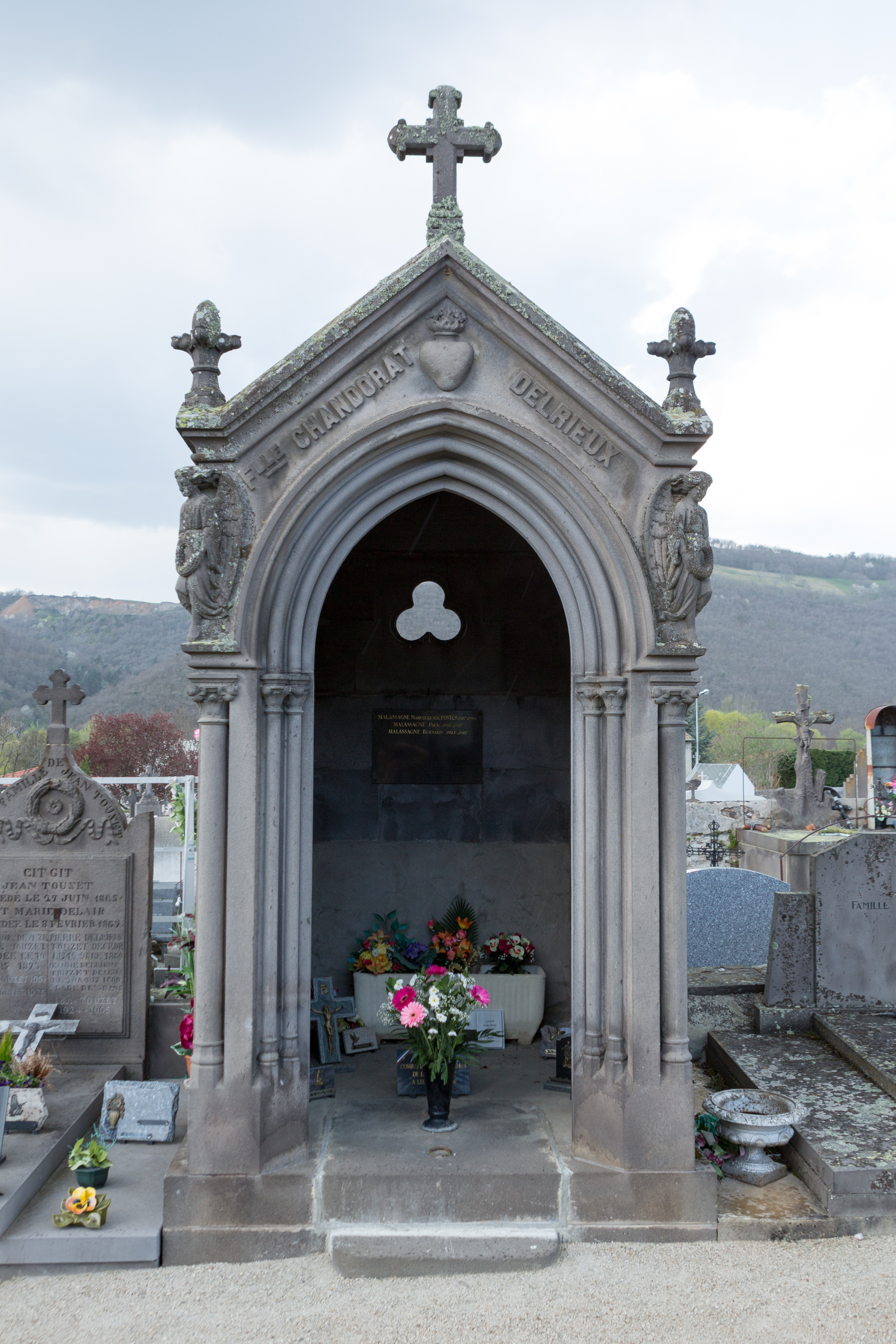
Sépulture au cimetière de Massiac

Fils de boulanger, chirurgien dentiste, figure de la résistance cantalienne durant la Seconde Guerre mondiale sous le pseudo "Guy", conseiller général du canton de Massiac de 1952 à 1988, maire de la ville de 1971 à 1983, sénateur du Cantal de 1971 à 1989.
Il est inhumé au cimetière communal de Massiac.

## Fonctions politiques
- 1971-1983 : Maire de Massiac
- 1952-1988 : Conseiller général du Cantal pour le canton de Massiac
- 1971-1989 : Sénateur du Cantal
- Secrétaire du Sénat